# Progress (veicolo spaziale)

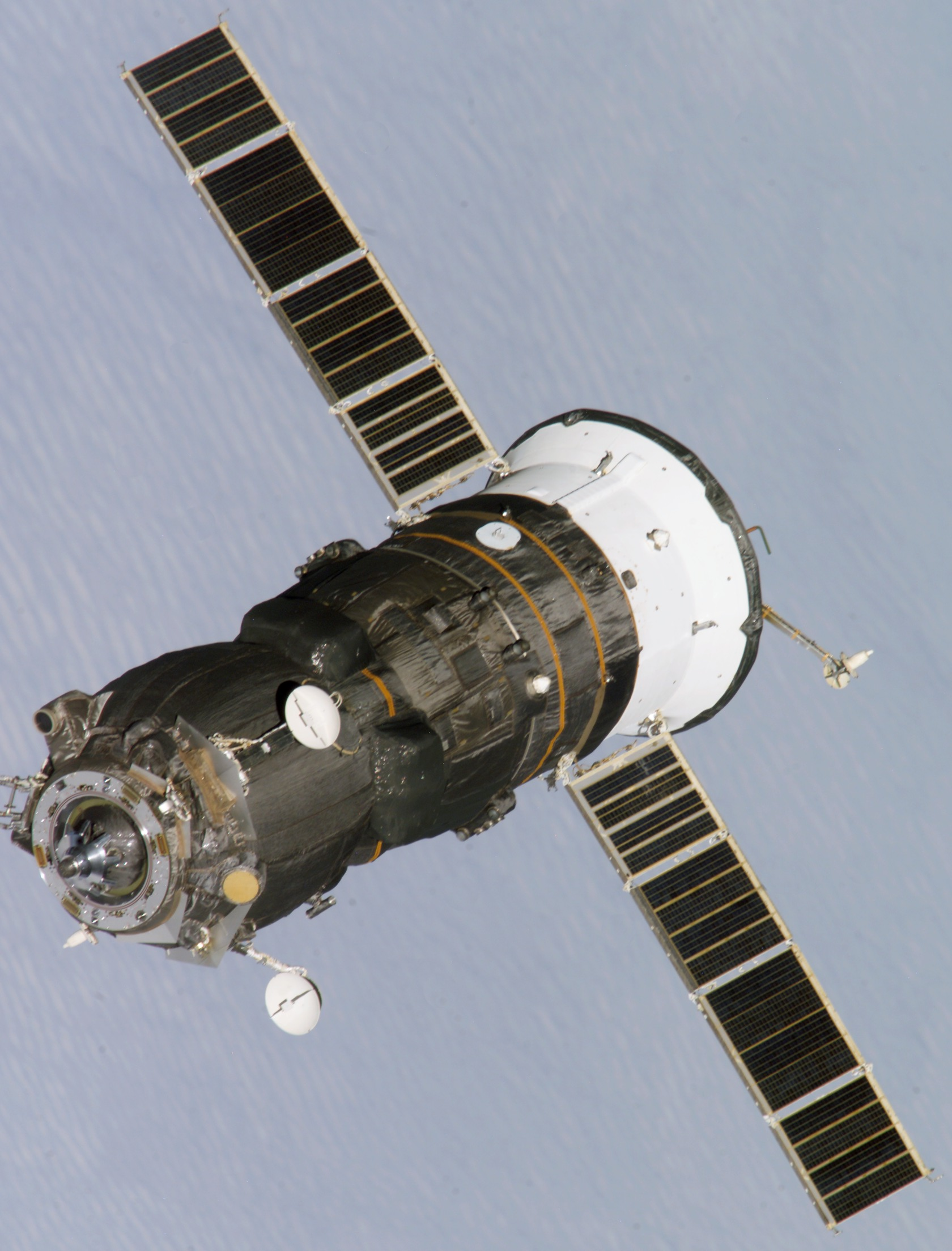
La navicella cargo Progress

Il Progress è un velivolo spaziale da carico russo. Si tratta di una capsula spaziale senza capacità di rientro nell'atmosfera terrestre, realizzata modificando la ben più nota versione con equipaggio, il Sojuz.
Il programma spaziale sovietico la realizzò per permettere il rifornimento delle stazioni spaziali Salyut durante missioni di lunga durata. In seguito, molti esemplari vennero utilizzati per lo stesso scopo durante tutta la vita della stazione Mir, e poi con l'attuale ISS, verso la quale vengono effettuati tre o quattro lanci l'anno.
Come la maggioranza delle capsule russe, è dotata di un sistema automatico che può eseguire in maniera semiautonoma l'attracco alla stazione. Una volta agganciata alla Stazione Spaziale, vi rimane fino a poco tempo prima dell'arrivo della Progress successiva; viene quindi riempita di rifiuti, viene sganciata, viene fatta decadere dall'orbita e fatta bruciare nell'atmosfera.
Durante un test di attracco manuale, nel 1997, una serie di malfunzionamenti provocarono una collisione col modulo Spektr della Mir, creando una falla e mettendo in grave pericolo l'equipaggio. Il danno venne però controllato ed in seguito riparato, senza che si rendesse necessaria l'evacuazione con la capsula Sojuz d'emergenza.

## Progetto e design
Il Progress è molto simile alla Sojuz in forma e grandezza, e consiste di tre moduli:
- Un modulo pressurizzato anteriore che trasporta i rifornimenti per l'equipaggio come cibo, vestiario, equipaggiamento scientifico e posta.
- Un compartimento per il carburante al posto del modulo di rientro presente nella Sojuz. Il modulo non è pressurizzato ed è progettato in maniera tale che in caso di falla nello scafo eventuali gas nocivi vengano espulsi all'esterno anziché all'interno della Stazione. Il carburante è trasportato in due serbatoi.
- Un modulo di propulsione. Oltre a contenere i motori di orientamento per eseguire il docking automatico, questo modulo può anche essere utilizzato per incrementare l'orbita dell'intera Stazione una volta che il Progress sia agganciato.

La navicella non è però in grado, al contrario del Sojuz, di separarsi in moduli ed una volta separato dalla Stazione, brucia interamente al rientro nell'atmosfera.

## Versioni

### Progress (1978-1990)

La navicella Progress, versione "base".

Vi furono 42 voli spaziali utilizzando il progetto iniziale Progress, l'ultimo fu lanciato nel maggio 1990. L'ufficio incaricato alla progettazione di una nave cargo era TsKBEM, ora RKK Energia, Si cominciò a lavorare sul design nella metà del 1973. Il disegno fu completato nel febbraio 1974, e il primo modello venne lanciato nel novembre 1977. Progress 1 fu lanciato il 20 gennaio 1978 a bordo dello stesso razzo usato per lanciare la Sojuz.
Questa prima versione Progress aveva una massa di 7,020 kg e poteva trasportare 2300 kg di carico. Aveva lo stesso diametro della Sojuz, ma era leggermente più lunga. Il tempo di volo autonomo era di tre giorni ma poteva stare un mese ancorata alla stazione a cui fa rifornimento.

### Progress-M 11F615A55 (1989-2009)

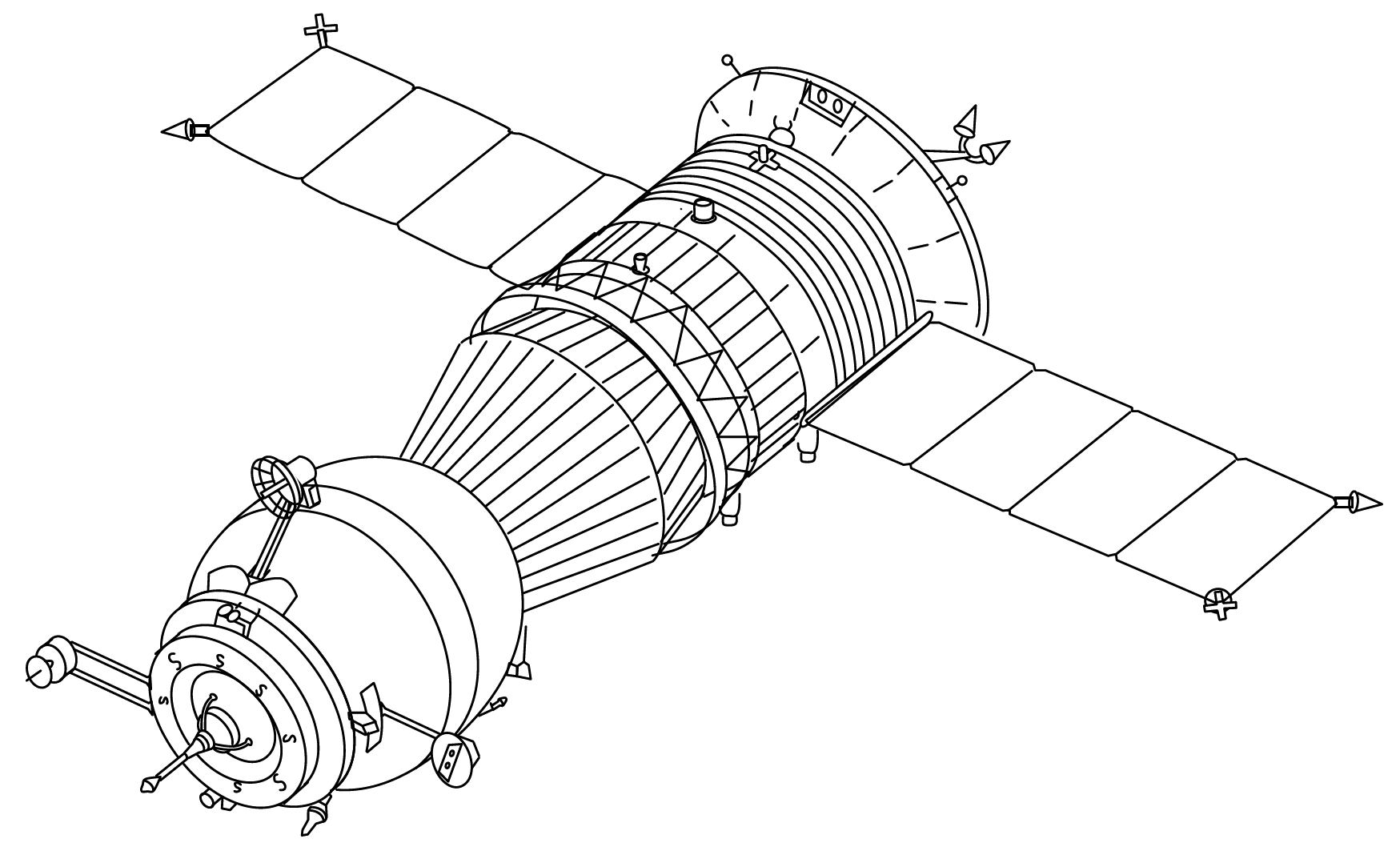
La navicella Progress-M

La nuova versione della Progress fu lanciata nel mese di agosto del 1989. I primi 43 voli furono destinati alla Mir, dopodiché la capsula spaziale è stata utilizzata come veicolo di rifornimento per la Stazione spaziale internazionale. In totale la navicella ha effettuato 33 voli di rifornimento verso la ISS. La Progress M è essenzialmente la stessa navicella precedente, ma è dotata di miglioramenti basati sulla Sojuz TM. Utilizza lo stesso sistema appuntamento della Sojuz, e dispone di pannelli solari.
- Peso al lancio 7130 kg
- Carico utile 2.600 kg
- Lunghezza 7,23 m
- Diametro 2,2 m
- Volume vano di carico 7,6 m³
- Pannelli solari 10,6 m

### Progress M1 (2000-2004)
Variante della versione M, poteva contenere più combustibile, ma aveva meno spazio di carico. Vi furono 11 voli di questa versione.
- Massa: 7,150 kg
- Capacità di carico: 2,230 kg

### Progress-М 11F615A60 (2008-2015)
La versione aggiornata era equipaggiata con il nuovo computer di volo TsVM-101 e il sistema di telemetria digitale MBITS, ed è stata lanciata la prima volta il 28 novembre 2008, con la navetta Progress M-01M.
Questa versione apparteneva alla cosiddetta serie 400, e tutte le modifiche applicate sono state installate anche nella navetta con equipaggio Sojuz-TMA.
L'ultimo lancio di questa versione è avvenuto con la Progress M-29M, il 1 ottobre 2015.

### Progress MS (2015-oggi)
La versione MS è stata utilizzata per la prima volta il 21 dicembre 2015, e contiene le seguenti migliorie:
- un nuovo compartimento esterno che permette di trasportare satelliti. Ogni compartimento può contenere fino a quattro container, ed è stato utilizzato per la prima volta nella missione Progress MS-03.
- un aumento della ridondanza attraverso un sistema di backup per i motori elettrici del meccanismo di attracco
- miglioramento della protezione da micrometeoriti con pannelli aggiuntivi nel compartimento cargo
- la compatibilità con i satelliti di comunicazione russi Luch permette la trasmissione della telemetria e dei comandi anche quando non è in connessione diretta con le stazioni di terra.
- il sistema di navigazione autonomo permette di determinare i parametri orbitali senza l'ausilio delle stazioni di terra.
- capacità di scambio dati diretto con la stazione Spaziale
- un nuovo sistema radio digitale
- sostituzione del sistema di attracco Kurs-A con il sistema Kurs-NA.

## Incidenti recenti
Il 28 aprile 2015 un Progress ha fallito un incontro con la stazione spaziale internazionale a causa di una perdita di controllo dell'assetto improvvisa; il Progress non ha potuto correggersi a causa della troppo elevata velocità di rotazione sul proprio asse che ha portato ad un inadeguato orientamento dei propri pannelli solari.
A causa di un'orbita instabile la navetta è naturalmente decaduta all'interno dell'atmosfera terrestre l'8 maggio 2015 alle ore 4.04 italiane (5.04 ora di Mosca) con a bordo oltre 2.359 kg di materiale di rifornimento per la stazione. A causa dell'incidente il ritorno della Expedition 42 è stato posticipato di un mese.
I responsabili russi il 2 giugno 2015 avrebbero individuato il difetto che consisteva in un problema di progettazione legato alla separazione dello stadio 2 del vettore Soyuz-2.1a; l'anormale rilascio del Progress avrebbe innescato nel veicolo cargo una rotazione irrecuperabile.